# Alfonso Noel Lovo
Alfonso Noel Lovo (León, 12 de agosto de 1951) es un compositor y músico nicaragüense de Rock. En octubre de 1973 produjo el concierto de Carlos Santana, presentado por Cantinflas en el Estadio Nacional de Managua para ayudar a las víctimas del Terremoto de Managua de 1972. 
Fue el primer artista nicaragüense en presentarse en el Teatro Nacional Rubén Darío, recién abierto en 1972, con el «Concierto Ídolo», un grupo de estrellas del rock local.

## Biografía
Nacido en 1951, siendo el hijo de Alfonso Lovo Cordero y de Teresa Blandón. Estudió la primaria en el Colegio Calasanz, y la secundaria en el Colegio Centroamérica, de los jesuitas, que entonces estaba en Granada.
Estudió mercadeo en la Universidad Estatal de Luisiana en Baton Rouge, Luisiana, Estados Unidos. Mientras regresaba a Nicaragua durante unas vacaciones, Lovo viajaba como pasajero en el vuelo 419 de Lanica el 12 de diciembre de 1971, cuando fue secuestrado por guerrilleros sandinistas para liberar presos políticos. Uno de los secuestradores era un excompañero de clases. Al aterrizar el avión el avión en el Aeropuerto Internacional Juan Santamaría, de Alajuela, Costa Rica, hubo un tiroteo entre la policía costarricense y los secuestradores en el que Lovo resultó herido en el torso, el abdomen y la mano izquierda perdiendo el uso de esta. Posteriormente recuperó el uso de su mano mediante rehabilitación.
Escribió y dirigió su primer álbum "Terremoto Richter 6-25 Managua" en New Orleans, dedicado a las víctimas del terremoto de Managua de 1972, con un grupo de músicos de esa ciudad, una fusión de ritmos Nicaragüenses como la mazurka con ritmos africanos ("Back to África"), blues ("Managua Nicaragua Blues"), jazz moderno ("Apocalipsis"), rock psicodélico ("Magic Mushroom World"), jazz tradicional ("In the woods of the moon"), con influencias de Carlos Jobim, como en el tema "Leonor", una bossa nova instrumental con flauta. Lovo hizo otro álbum en New Orleans con Jose Chepito Areas, fundador de Santana (banda), que está inédito. Posteriormente en Miami en los años 80 hizo el álbum "Freedom Fighters", que lo llevó a ser invitado por Ronald Reagan a la Casa Blanca.
En el otoño del 2012, la empresa disquera de rock clásico, Número Uno Group de Chicago, anunció el lanzamiento del álbum La Gigantona, en versión de acetato, con un libro antológico de la vida musical de Alfonso Lovo con distribución a nivel mundial.
A partir del lanzamiento de La Gigantona en 2012, el éxito y la publicidad alcanzada por Lovo alcanzó un nivel internacional con entrevistas y críticos musicales, reportajes, e incluso alcanzó el número 4 en Billboard en la categoría de Música Tropical en noviembre de 2012. Por el tipo de música y la interpretación, constituye uno de los más importantes intérpretes y compositores del género Jazz Latino Psicodélico. La BBC de Londres y diferentes radios en España, Colombia, EE. UU., y Europa han promovido la música de Lovo.
El Festival de Río Loco en Toulouse (Francia) lo contrató para un concierto el 14 de junio de 2014, presentando al álbum "La Gigantona" ante más de 35 000 personas, donde lo acompañó Chepito Areas, y un grupo de músicos Cubanos y latinoamericanos establecidos en Europa.[cita requerida]
En 2018 publicó su novela La increíble historia del super torero, su caballo Nostradamus y su toro Minotauro.

## The King of Contra Rock
Como resultado de esto, el escritor inglés Patrick Carr escribió un capítulo sobre Lovo, The king of «Contra» rock, en su libro Sunshine States, sobre la Florida.[cita requerida]